# Кинкаку-дзи
Кинкаку-дзи (яп. 金閣寺 Кинкакудзи, Золотой павильон) — один из храмов в комплексе Рокуон-дзи (яп. 鹿苑寺, Храм оленьего сада) в районе Кита города Киото, Япония. Павильон («Сяридэн») был построен в 1397 году как вилла для отдыха сёгуна Асикага Ёсимицу, здесь он провёл последние годы своей жизни, утратив всякий интерес к политической жизни страны.
Главной святыней монастыря является статуя Авалокитешвары (Каннон). К ценным памятникам относятся портрет сёгуна Асикаги Ёсимицу, фрески кабинета Дайсё, монастырский сад. Является памятником культуры Китаяма. В 1994 году занесён в список Мирового наследия ЮНЕСКО в Японии.
Весь павильон (кроме нижнего этажа) покрыт листами чистого золота. Павильон используется как сяридэн — хранилище реликвий Будды. На крыше павильона — китайский феникс.
Первый этаж Кинкакудзи представляет собой своего рода приёмный зал. Он окружён верандой, почти выступающей над прудом. Второй этаж немногим отличается от первого, но его интерьер украшен богатой живописью, поскольку на этом этаже размещался зал музыки и поэзии. Третий этаж, отделённый от первых двух выносом крыши, отличается большими арочными проёмами окон, очень близкими к буддийской храмовой архитектуре XIV века. Он был предназначен для религиозных церемоний и снаружи и внутри покрыт золотыми листьями на лаковом фоне, за что и получил название Золотой павильон.
Павильон окружает сад, он был создан в конце XIV века. Уже много веков Кинкакудзи отражается в озере, которое совсем не случайно носит название Кёкоти («озеро-зеркало»). Озеро огромное и глубокое, с прозрачной водой, украшенное многочисленными большими и малыми островами с растущими на них соснами. Из воды поднимаются камни причудливой формы и расцветки. С галереи павильона хорошо видны два основных острова — Остров черепахи и Остров журавля (в дальневосточной мифологии журавль и черепаха являются символами долголетия). И острова, и камни расположены таким образом, что они как бы обрамляют отражение Кинкакудзи в озере, что лишь подчёркивает его изысканную строгость.

## История

### Резиденция
До XIV века земли современного Кинкаку-дзи принадлежали аристократическому роду Фудзивара. Они располагались к северу от японской столицы Киото, поэтому получили название Китаяма — «Северные горы». В 1224 году аристократ Фудзивара Кунцунэ построил в этих горах монастырь Саёндзи и загородную усадьбу. Его потомки владели ими на протяжении века, сменив фамилию на Саёндзи. В 1335 году глава рода Саёндзи Киммунэ был казнён по подозрению в покушении на императора. Из-за этого родовые владения конфисковали, горы Китаяма были запущены, а монастырь с усадьбой обветшали.
В 1397 году Асикага Ёсимицу, третий сёгун сёгуната Муромати, получил от императорского двора земли Китаямы в обмен на отдалённые поместья в провинции Кавати. Он сразу приступил к строительству собственной резиденции на территории заброшенных монастыря и усадьбы. В 1394 году Ёсимицу передал должность своему сыну сёгуну Ёсимоти, но продолжал руководить государственными делами. Он превратил китаямскую резиденцию в правительственный центр тогдашней Японии, равный императорскому. Эта резиденция получила название дворец Китаяма (яп. 北山殿, きたやまどの китаяма-доно, «Дворец северных гор»).
Главным украшением дворца был Золотой павильон (яп. 金閣, きんかく кинкаку). Это здание, квадратное в основании, имело три этажа. Павильон был полностью покрыт сусальным золотом и защитным японским лаком уруси. Первый этаж назывался Залом очищения (яп. 法水院, ほっすいいん хоссуй-ин, дословно «Зал воды закона»). Он был выполнен в классическом стиле японской дворцовой архитектуры. В центре этажа находилась статуя Будды Шакьямуни, а слева от неё — статуя сёгуна-основателя Асикаги Ёсимицу. Второй этаж имел название Пещера милосердия (яп. 潮音洞, ちょうおんどう тё:он-до:, Дословно: «Пещера звуков прибоя»). Он был построен в стиле самурайских жилых апартаментов. Третий этаж именовался Вершина Пустоты (яп. 究竟頂, くっきょうちょう куккё:-тё:). Он напоминал дзэновский храм, в котором находились мощи Будды Шакьямуни. Крыша павильона была покрыта корой деревьев и украшена шпилем с китайским фениксом.

### Монастырь
После смерти Асикаги Ёсимицу его сын и четвёртый сёгун Асикага Ёсимоти выполнил завещание отца и превратил дворец Китаяма в буддистский монастырь. Его первым настоятелем стал Мусо Сосэки, учёный-монах дзэновской школы риндзай. Обитель назвали Рокуон-дзи (яп. 鹿苑寺, Храм оленьего сада), в память о первой проповеди Будды Шакьямуни в одноимённом саду.
На территории этого монастыря было много пышных сооружений:
- Зал сиреневых облаков (яп. 紫雲殿, しうんでん сиун-дэн),
- Небесная комната (яп. 天上間, てんじょうのま тэндзё:-но-ма),
- Гонбэйская башня (яп. 拱北楼, きょうほくろう кё:хоку-ро:),
- Золотой павильон,
- арочный мост (яп. 反橋, そりばし сорибаси),
- Зал добродетели (яп. 芳徳殿, ほうとくでん хо:току-дэн),
- Павильон Небесного зеркала (яп. 天鏡閣, てんきょうかく тенкё:-каку),
- Родниковый зал (яп. 泉殿, せんでん сэн-дэн),
- Храм огненных жертвоприношений (яп. 護摩堂, ごまどう гома-до:),
- Храм раскаяния (яп. 懺法堂, せんぽうどう сэмпо:-до:),
- реликварий (яп. 舎利殿, しゃりでん сяри-дэн),
- Малый храм (яп. 小御堂, みどう мидо:),
- Храм Ксити (яп. 地蔵堂, じぞうどう дзидзо:-до:),
- Небесная беседка (яп. 看雲亭, かんうんてい канъун-тэй),
- пагода,
- библиотека (яп. 輪蔵, りんぞう риндзо:),
- колокольня (яп. 鐘楼, しょうろう сё:ро:),
- главные (яп. 総門, そうもん со:мон) и
- четырёхколонные ворота (яп. 四脚門, しきゃくもん сикякумон)

Со временем Зал сиреневых облаков и Павильон Небесного зеркала были перенесены в монастырь Нандзэн-дзи, Небесная комната — в монастырь Кэннин-дзи, а Храм раскаяния — в храм Тодзи-дзи.
В 1490 году, под влиянием архитектуры Кинкаку-дзи, восьмой сёгун Асикага Ёсимаса, внук Ёсимицу, построил на восточных горах Хигасияма «Серебряный павильон» — Гинкаку-дзи, который должен был по задумке проекта быть покрыт серебром, однако он так и остался стоять деревянным. Оба павильона считались символами Киото. Они олицетворяли две разные японские культуры — торжественную и пышную культуру Китаяма и сдержанную и изысканную культуру Хигасияма.
В 1466—1467 годах сгорел Малый храм монастыря Кинкаку-дзи, а во время онинской войны 1467—1477 годов — остальные сооружения, за исключением Золотого павильона. Восстановительные работы начались только с 1573 года и продолжались до середины XVIII века. В течение 1904—1906 годов, во время русско-японской войны, прошла капитальная реставрация Золотого павильона. Последний был занесён в число Национальных сокровищ Японии.
2 июля 1950 года 21-летний монах-ученик Хаяси Дзёкан (яп. 林承賢, はやしじょうかん Хаяси Дзё:кан) совершил поджог Золотого павильона, пытаясь покончить жизнь самоубийством. Монаха удалось спасти, но павильон со всеми сокровищами сгорел. Мать Хаяси наложила на себя руки, не выдержав бесчестного поступка сына, а сам Хаяси был приговорён к 7 годам заключения и умер 7 марта 1956 года от туберкулёза и психических расстройств. В литературной обработке свою версию этого события написал Юкио Мисима в книге «Золотой храм», которая вышла в 1956 и была переведена на русский язык Григорием Чхартишвили в 1993-м году. Также эта трагедия вдохновила Мидзуками Цутому на написание рассказа «Золотой храм в пламени» («Кинкау Эндзё»).
Новый Золотой павильон начали отстраивать в 1955 году практически с нуля, на основе инженерных данных о предыдущем здании и фотографий. Был обновлён лак и были заменены листы золочения на более толстые. Кроме того, были восстановлены элементы интерьера, включая роспись. Реставрационные работы завершились в октябре 1987 года. Обновление всего монастыря окончательно закончилось в 2003 году, когда была восстановлена крыша. По состоянию на 2004 год в его архитектурный комплекс входили Золотой павильон, храм Ходзё (яп. 方丈, ほうじょう), храм Ачалы (яп. 不動堂, ふどうどう фудо:до:), большой кабинет (яп. 大書院, おおじょいん одзё:ин) и Вечерняя беседка (яп. 夕佳亭, せっかてい сэккатэй).